# Carex ferruginea
Laîche ferrugineuse
Espèce
La Laîche ferrugineuse (Carex ferruginea) est une espèce de plantes vivaces de la famille des Cypéracées.